# ديبورا فيشر وارتون
ديبورا فيشر وارتون (بالإنجليزية: Deborah Fisher Wharton)‏ هي سفرجات أمريكية، ولدت في 1795، وتوفيت في 1888 في فيلادلفيا في الولايات المتحدة.